# Сіяч (журнал)
«Сіяч» — місячник, орган Союзу Українських Євангельсько-Реформованих Громад на Західній Україні, виходив у Коломиї в 1932—1933 роках.
Редактори: пастори Т. Довгалюк і В. Боровський.